# 哥倫比亞海茨 (明尼蘇達州)
哥倫比亞海茨（英語：Columbia Heights）是一個位於美國明尼蘇達州安諾卡縣的城市。

## 人口
根據2020年美國人口普查的數據，哥倫比亞海茨的面積為9.11平方千米，當中陸地面積為8.83平方千米，而水域面積為0.28平方千米。當地共有人口21973人，而人口密度為每平方千米2,412人。